# Antisanti
Antisanti je naselje in občina v francoskem departmaju Haute-Corse regije - otoka Korzika. Leta 2007 je naselje imelo 378 prebivalcev.

## Geografija
Kraj leži v vzhodnem delu otoka Korzike 92 km južno od središča Bastie.

## Uprava
Občina Antisanti skupaj s sosednjimi občinami Aghione, Casevecchie, Noceta, Pietroso, Rospigliani in Vezzani sestavlja kanton Vezzani s sedežem v Vezzaniju. Kanton je sestavni del okrožja Corte.

## Zanimivosti
- župnijska cerkev sv. Petra v verigah;